# إنجر كناتسون
إنجر كناتسون (بالسويدية: Inger Knutsson)‏ هي منافسة ألعاب القوى سويدية، ولدت في 8 مايو 1955.

## وصلات خارجية
- إنجر كناتسون على موقع الاتحاد الدولي لألعاب القوى (الإنجليزية)
- إنجر كناتسون على موقع أوليمبيديا (الإنجليزية)
- إنجر كناتسون على موقع اللجنة الأولمبية السويدية (السويدية)